# Novel·la grega
A l'antiga Grècia, la novel·la com a gènere literari sembla haver-se desenvolupat, si s'obliden precedents en la literatura de l'antic Egipte com la Història de Sinuhé (segle xiii aC), ja a l'època hel·lenística; el fragment més antic trobat és la novel·la de Nino, de la segona meitat del segle i, però va florir especialment a partir del renaixement aticista del segle ii.

## Característiques
La novel·la grega antiga és pobra a l'hora de desenvolupar els seus personatges si ho comparem amb les novel·les romanes, les orientals o les novel·les occidentals actuals. Això va ser a conseqüència de la visió individualista típica de la burgesia grega, però és rica en els arguments. Els seus antecedents es poden veure a les Històries milèsies d'Aristides, relats breus i picants que van escandalitzar els parts, a la manera de Decameró de l'època, quan els van descobrir entre el botí després de la derrota romana de Cras a Carres, l'any 53 aC, però també en les epopeies; de fet, n'hi ha que consideren l'Odissea d'Homer la primera novel·la grega, però per això cal negligir el fet que està en vers. Com a les novel·les occidentals, les gregues van néixer de la degradació dels mites èpics, primer en forma de novel·la històrica i després en forma de novel·les més o menys verídiques de viatges perillosos. Dels seus autors en sabem ben poc, només que solien tenir connexions amb Orient; paradoxalment, el més característic de les novel·les gregues és el seu caràcter no grec, potser perquè les colònies gregues havien estès molt el seu domini, la cultura grega era una amalgama de cultures orientals i occidentals. Però el realment propi de l'argument d'aquestes novel·les era la separació de dos amants que, després de moltes aventures i perills, s' acaben retrovant, en un final feliç i idíl·lic, que conclou l'obra.

## Repertori
Es conserven cinc novel·les gregues completes, juntament amb dos resums i un cert nombre de fragments en papir:
- Leucipe i Clitofont d'Aquil·les Taci.
- Quèreas i Cal·lírroe de Caritó d'Afrodísias.
- Etiòpiques o Teàgenes i Cariclea d'Heliodor d'Èmesa.
- Dafnis i Cloe de Longus.
- Efesíaques o Àntia i Habròcomes de Xenofont d'Efes.

A aquestes s'hi ha d'afegir algunes conegudes més parcialment, o per resums, adaptacions o versions traduïdes al llatí:
- Ninus i Semiramis, del segle ii.
- Babilòniques, de Iàmblic de Calcis, de mitjan segle ii.
- L'ase o Les metamorfosis, de Llucià de Patras, refosa en llatí per Apuleu, al segle ii.
- Recognitiones pseudo-clementinas.
- Història d'Apol·loni, rei de Tir, segle ii, que coneixem per una versió llatina dels segles V i VI i traduccions medievals.
- Fragments de papir de Megàmedes i Quíone, propera a l'estil de Caritó; fragments de Herpilis; Metíoc i Partènope; Cal·lígone; Antea; Fenicíaques de Lolià i Sheshonq I.

Les més conegudes són les novel·les de Dafnis i Cloe (de mitjan segle iii), novel·la pastoril encantadora en la qual les aventures donen pas a les descripcions dels sentiments i de l'ambient. Las Etiòpiques d'Heliodor és la història de Cariclea, una sacerdotessa de Delfos de qui Teàgenes de Tassos s'enamora i se l'emporta a Egipte. Després d'una sèrie de llargues aventures, Cariclea està a punt de ser sacrificada als déus a Etiòpia, però es confon amb la filla del rei, i els amants es casen feliçment.